# Рабб, Альфонс
Альфонс Рабб (фр. Alphonse Rabbe; 18 июля 1784, Рьез — 31 декабря 1829, Париж) — французский писатель
, поэт, журналист, эссеист, литературный критик, историк.

## Биография
Дебютировал в 1808 году. В 1812 году поступил на службу во французскую военную администрацию в Испании на два года и за это время заразился сифилисом от занимавшейся проституцией «цыганки». Вернувшись в Марсель, публично поддержал Реставрацию Бурбонов. Неудовлетворенный политическим развитием событий и собственной карьерой, Рабб перешёл в республиканско-либеральный лагерь и основал недолговечный либерально-эстетический журнал Le Phocéen.
С 1820-х годов А. Рабб работал в Париже как весьма уважаемый журналист, историк и критик. Его исторические труды на раннем этапе были переведены на немецкий, испанский и английский языки. Его причисляют к «неистовым романтикам» из-за глубоко пессимистических эссе, оправдывающих саморазрушение и самоубийство.
Будучи журналистом, писал в основном об искусстве. Автор ряда популярно-исторических работ.
Ему принадлежит ряд работ по истории России, Испании и Португалии, биографий императора Александра I․
Изуродованный сифилисом, пристрастился к опиуму в попытке сделать свою жизнь более менее сносной. Александр Дюма описал лицо А. Рабба: «как будто его лицо растерзал тигр». А. Рабба сегодня помнят по его «Альбому пессимиста», в котором он пишет о бессмысленности существования, опубликованному посмертно в 1835 году.
Считается, что он также написал роман «Серая сестра», но рукопись не сохранилась. Несмотря на его почти полную отстраненность от общества, Рабб дружил с некоторыми из видных литературных деятелей того времени, включая Виктора Гюго, Александра Дюма-отца и Бенжамена Констана.
Умер в 1829 году от передозировки лауданума. Его творчество повлияло на писателей-единомышленников, таких как Бодлер и Чоран.

## Избранные сочинения
- Travail pour l’introduction du Voyage pittoresque en Espagne par A. Laborde, 1808
- Précis d’histoire de la Russie, 1812
- Résumé de l’histoire d’Espagne, 1823
- Résumé de l’histoire du Portugal, 1823
- Résumé de l’histoire de la Russie, 1825
- Histoire d’Alexandre I’empereur de Russie, 1826
- Album d’un pessimiste. Variétés littéraires, politiques, morales et philosophiques, précédé d’une pièce en vers de Victor Hugo, et d’une notice par Louis-François L’Héritier, Paris, Librairie de Dumont, 1835